# Albert Kyper

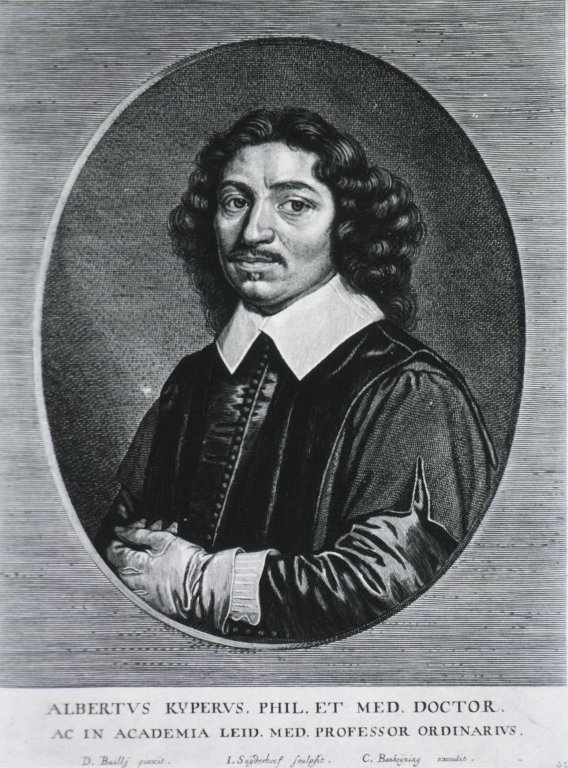
Albert Kyper

Albert Kyper auch: Albertus Kiper  Albertus Kijper, Cuperus, Cyperus; (* 1614 in Königsberg (Preußen); † 15. September 1655 in Leiden) war ein deutscher Mediziner.

## Leben
Kyper hatte die Schule in Kneiphof besucht und sich im Alter von achtzehn Jahren am 21. Mai 1632 an der Universität Königsberg immatrikuliert und ein Studium der philosophischen Wissenschaften aufgenommen. Scheinbar hat er dort den akademischen Grad eines Magisters der Philosophie erworben. Die Situation in Deutschland während des Dreißigjährigen Krieges veranlasste ihn zur Flucht in die Niederlande. Am 30. Juni 1638 immatrikulierte er sich an der Universität Leiden als Student der Medizin. Hier wurde er 1640 mit der Abhandlung De lue venera zum Doktor der Medizin promoviert. Ab 1643 durfte er als Privatdozent Vorlesungen zur Physik an der Leidener Hochschule halten. Kyper war ein Anhänger der alten Schule, ein Verehrer des Aristoteles und des Galenos, in welchem Kontext auch sein damaliges Werk Institutiones physicae entstand.
1646 ging er als Professor der Physik und Medizin an das Gymnasium Illustre in Breda, welches Amt er am 19. September mit einer Oratio Inaugualis antrat und Leibarzt des Prinzen Frederik Hendrik wurde. Am 8. Juni 1650 wurde er Professor für Medizin an der Universität Leiden. Hier unterrichtete er Allgemeine Pathologie, Therapie, spezielle Pathologie und Heilkunde. Zudem hatte er mit seiner Professur die Leitung der Leidener Universitätsklinik übernommen. Nachdem er sich als Rektor der Alma Mater 1655 auch an den organisatorischen Aufgaben der Leidener Hochschule beteiligt hatte, starb er an der damals in Leiden grassierenden Pest.
Aus seiner Ehe mit Catharina van Lyndershausen stammt die Tochter Elisabeth, welche sich 1671 mit dem Gymnasialprofessor in ’s-Hertogenbosch Sebastian Schelkens (1635–1700) verheiratete. Sein Sohn Gerardus (* 1652) studierte am 15. März 1673 an der Universität Leiden.

## Werke
- Disp. de igne elementary. 1634.
- Disp. de Cometis. 1636.

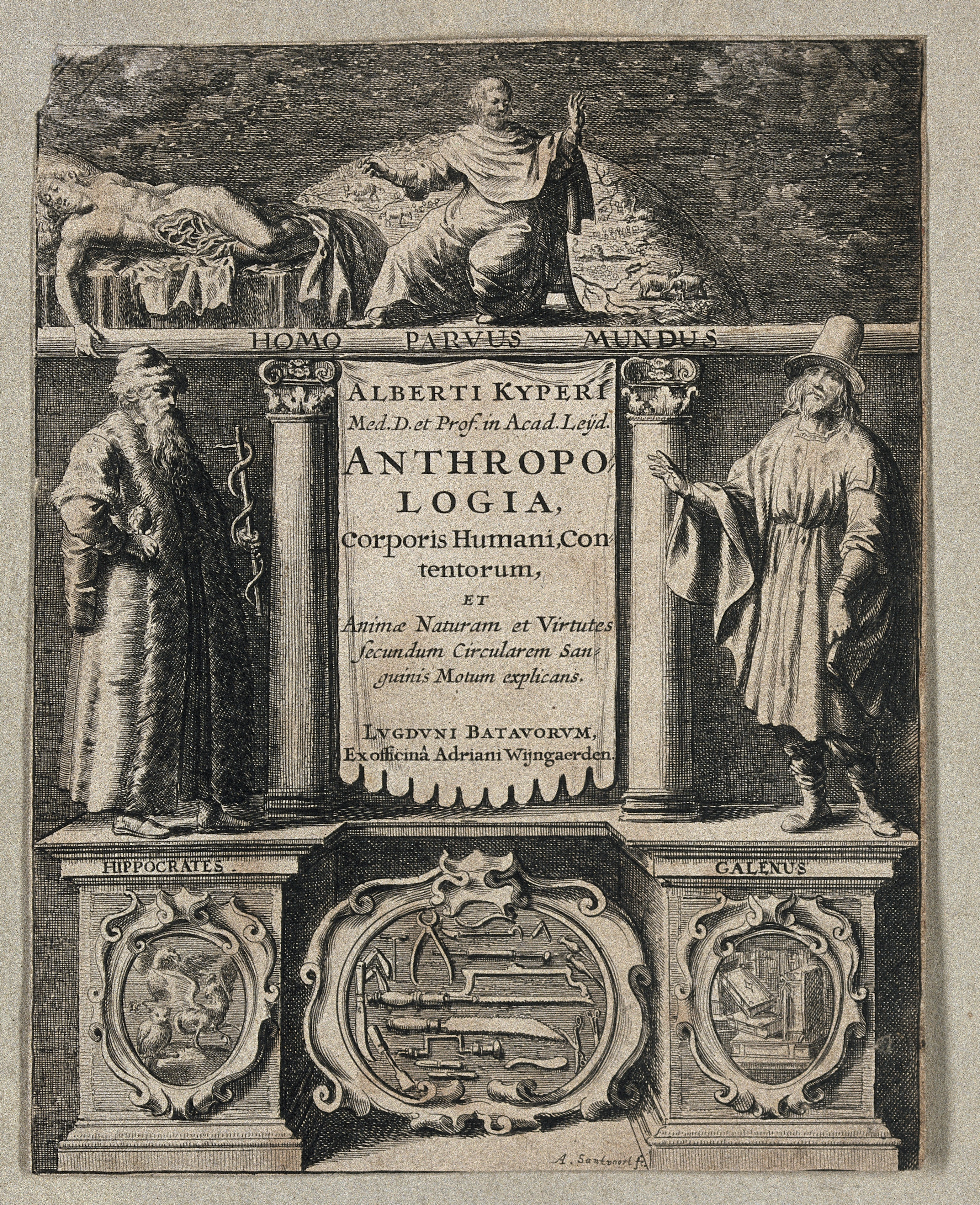
Anthropologia corporis humani contentorum

- Disp. de fulmine, quod a 1636 … turrim nitrariam aulicam Regiomonti percussit. 1637.
- Medicinam rite discendi et discendi et exercendi Methodus. Hier. de Vogel, Leiden 1643.
- Oratio inauguralis, in Inauguratio illustris Scholae ac illustris Collegii Auriaci, a celsissimo potentissimoque Arausionensium Principe Frederico Henrico in Urbe Bredana erectorum cum Orationibus Solemnibus ipsâ Inaugurationis die et segq. aliquot habitis, Breda, Joannes à Waesberge, S. 127-150.
- Institutiones Physicae. Leiden, Adriani a Wijngaerden, 1645 (Online), 1646 (Online).
- Anthropologia corporis humani contentorum, et animae naturam et virtutes secundum circularem sanguinis motum explicans. Leiden, Adr. à Wijngaerden, 1647, 1650, 1660.(Online), Amsterdam 1665.
- Disputationes politicae de origine et jure magistratus, Collegium medicum disputationibus XXVIbreviter complectens, quae ad institutiones pertinent. 1654, 1666.
- Institutiones Medicinae ad hypothesin de circulari sanguinis motu compositae. Subjunguntur ejurdem Transsumpta Medica, quibus continentur Medicinae Fundamenta. Amsterdam, Joh. Janssonius, 1654 (Online).
- Collegium medicum, XXVI disputationibus breviter complectens quae ad institutions pertinent. Leiden 1654, Nijmegen 1666.
- Disputationes Physico-Medicae, Miscellaneae, atque Politicae de origine et jure Magistratus, de jure belli et de foederibus. Leiden, Johan Meijer, 1655.